# Platystele ovatilabia
Platystele ovatilabia är en orkidéart som först beskrevs av Oakes Ames och Charles Schweinfurth, och fick sitt nu gällande namn av Leslie Andrew Garay. Platystele ovatilabia ingår i släktet Platystele och familjen orkidéer. Inga underarter finns listade i Catalogue of Life.